# Riki
Iván Sánchez-Rico Soto známý jako Riki (* 11. srpna 1980, Aranjuez, Španělsko) je španělský fotbalový útočník, který hraje v současnosti za klub Granada CF.

## Klubová kariéra
Hrál za rezervní týmy Realu Madrid. Poté působil v dalších španělských klubech, postupně v Getafe CF, Deportivo La Coruña a Granada CF.